# Ситерн
Ситерн (фр. Citerne) насеље је и општина у североисточној Француској у региону Пикардија, у департману Сома која припада префектури Абевил.
По подацима из 2011. године у општини је живело 275 становника, а густина насељености је износила 42,97 становника/km². Општина се простире на површини од 6,4 km². Налази се на средњој надморској висини од 108 метара (максималној 123 m, а минималној 83 m).

## Демографија
| 1962. | 1968. | 1975. | 1982. | 1990. | 1999. | 2011. |
| ----- | ----- | ----- | ----- | ----- | ----- | ----- |
| 309   | 313   | 301   | 287   | 279   | 262   | 275   |

График промене броја становника у току последњих година